# Mission diplomatique

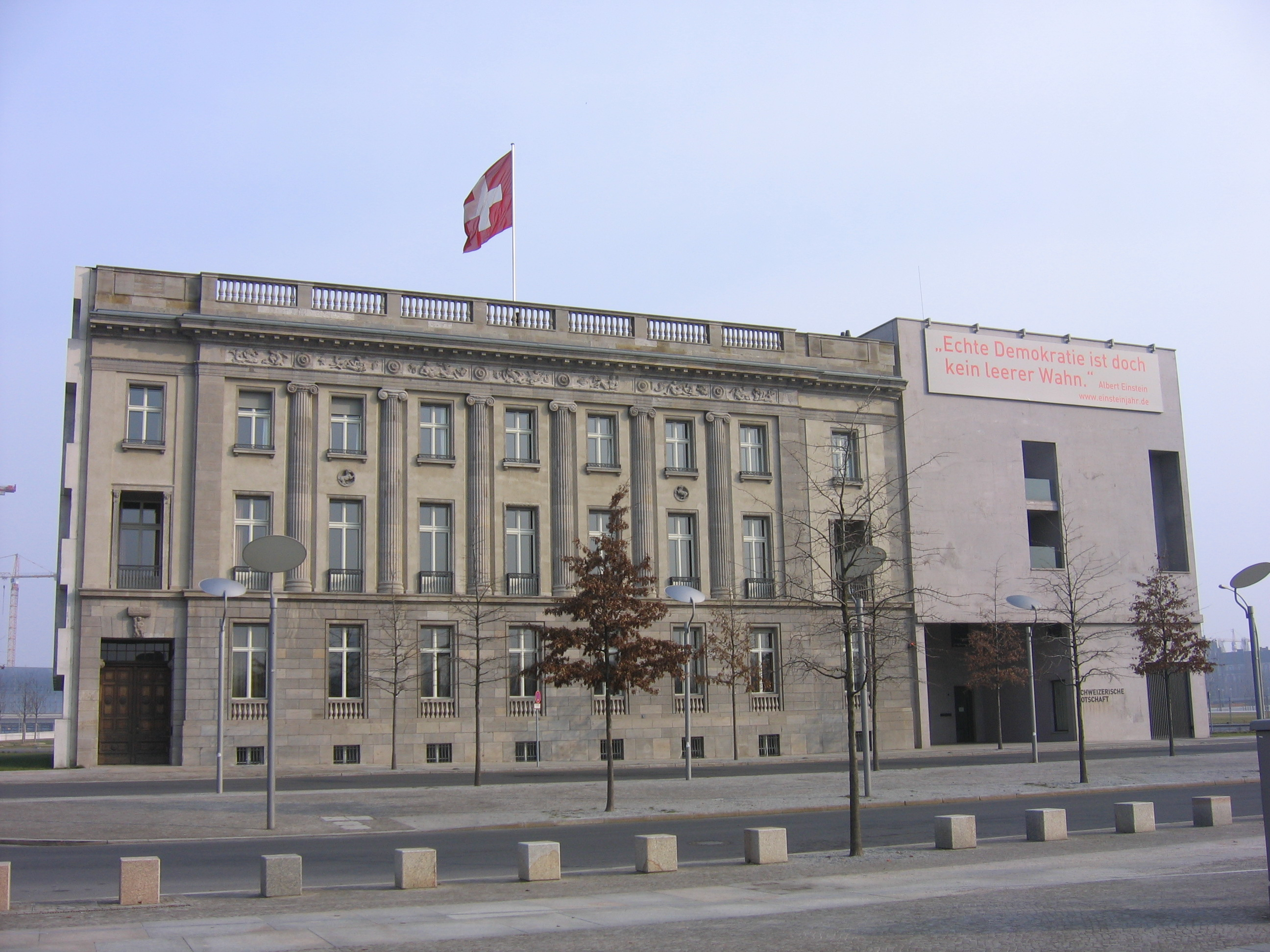
La Villa Kunheim, l'ambassade de Suisse à Berlin, Allemagne.

Une mission diplomatique est un groupe de diplomates originaires d'un même État ou d'une organisation intergouvernementale (comme les Nations unies ou l'Union européenne) présent dans un autre État aux fins de représenter l'État ou l'organisation d'origine. En pratique, une mission diplomatique est généralement la mission permanente comprenant les représentants diplomatiques demeurant dans la capitale d'un autre pays. On désigne par « État accréditant » le pays d'origine des diplomates et par « État accréditaire » le pays dans lequel se trouve la mission.
Lorsqu'un ambassadeur se trouve à la tête de la mission, on parle d'ambassade. Ce rang d'ambassadeur est le plus élevé pour les diplomates. Une mission permanente est connue sous le nom d'ambassade ou de chancellerie, lorsqu'il s'agit d'États, de missions permanentes lorsqu'il s'agit d'organisations internationales, de représentations permanentes en Union européenne ou de délégations (exemple : délégation générale du Québec). Lorsque le pays accréditant est le Vatican, on emploie les termes de nonciature apostolique.
Autrefois, on parlait de légation pour des missions de rang moins important qu'une ambassade. Le chef de mission était alors un envoyé extraordinaire et ministre plénipotentiaire. En France, ce chef avait pour titre Ministre de France. Depuis la fin de la Seconde Guerre mondiale, cet usage est tombé en désuétude.
Les relations diplomatiques entre pays du Commonwealth ayant comme chef d'État le même souverain (actuellement le roi Charles III) sont un cas particulier : en effet, un ambassadeur étant accrédité par un chef d'État auprès d'un autre chef d'État, ces pays ne peuvent pas échanger entre eux des ambassadeurs ; aussi, une mission diplomatique de rang ambassadorial de l'un de ces pays auprès d'un autre est appelée haut-commissariat, le chef de mission étant un haut-commissaire, accrédité par le gouvernement de l'État accréditant auprès du gouvernement de l'État accréditaire.
Les Iraniens ont été la première nation au monde à établir une ambassade pour les représentants des pays étrangers. La première ambassade au monde a été construite pour les Grecs en 445 avant J.-C. à Suse sur ordre d'Ardashir Ier.[réf. nécessaire]

## Le classement des agents d'une mission diplomatique
Le congrès de Vienne de 1815 avait établi un classement des agents diplomatiques en trois classes :
- les ambassadeurs, légats ou nonces, possédant, seuls, un caractère représentatif ;
- les envoyés extraordinaires ou ministres plénipotentiaires
- les chargés d'affaires

Néanmoins, après la Seconde Guerre mondiale et la création de l'Organisation des Nations unies, l'égalité des États souverains a supprimé la notion d'importance d'un pays à l'autre qui existait auparavant. En effet, aux XIXe siècle et dans la première moitié du XXe siècle, les « puissances mondiales » échangeaient entre elles des ambassadeurs, mais accréditaient simplement des envoyés vers les nations de second plan. Après 1945, la plupart des pays, dont la France et les États-Unis ont converti l'ensemble de leurs légations en ambassades. La dernière légation américaine, présente en Bulgarie, a été transformée en ambassade en 1966.
Depuis le 24 avril 1964, les rapports diplomatiques et le fonctionnement des missions diplomatiques sont régis par la convention de Vienne signée en 1961.

## Origine des missions diplomatiques
Les missions diplomatiques existent depuis qu'il y a des États. Les cités grecques échangeaient entre elles des orateurs, Rome envoyait des légats, mais dans tous les cas, les missions n'étaient que ponctuelles et dans un but précis (négociations, échanges). Cette organisation a duré de nombreux siècles, les monarques européens s'envoyant des ambassadeurs pour négocier un territoire ou la paix, ou pour organiser des relations commerciales. Le modèle actuel de réseau diplomatique a été à l'origine créé par l'Empire byzantin. Puis, au XVe siècle, les nombreux États italiens établirent des missions diplomatiques permanentes auprès des grandes puissances pour compenser leur faiblesse et leur division. En France, c'est en 1522 que François Ier envoya sa première ambassade auprès des Suisses, puis poursuivit avec Londres et Venise. Jusqu'à 1945, la France avait établi 68 ambassades. Au moment de la signature de la convention de Vienne, en 1961, la France avait une centaine d'ambassades, dont 32 avaient été ouvertes depuis la fin de la Seconde Guerre mondiale.
Le nombre d'États souverains ayant augmenté (il y a aujourd'hui 193 pays membres et 2 pays observateurs aux Nations unies), l'adaptation des réseaux diplomatiques et consulaires a été nécessaire dans l'ensemble des pays. Les États-Unis et la France détiennent aujourd'hui les plus grands réseaux, avec plus de 150 ambassades dans le monde, auxquelles il faut ajouter les représentations auprès des organisations internationales et les postes consulaires.

## Fonction des missions diplomatiques
Les fonctions d'une mission diplomatique sont définies par l'article 3 de la convention de Vienne sur les relations internationales du 18 avril 1961.
Les fonctions d’une mission diplomatique consistent notamment à :
- Représenter l’État accréditant auprès de l’État accréditaire ;
- Protéger dans l’État accréditaire les intérêts de l’État accréditant et de ses ressortissants, dans les limites admises par le droit international ;
- Négocier avec le gouvernement de l’État accréditaire ;
- S’informer par tous les moyens licites des conditions et de l’évolution des événements dans l’État accréditaire et faire rapport à ce sujet au gouvernement de l’État accréditant ;
- Promouvoir des relations amicales et développer les relations économiques, culturelles et scientifiques entre l’État accréditant et l’État accréditaire.

## Organisation d'une mission diplomatique
Généralement, une mission diplomatique s'organise, de nos jours, autour des divers services suivants :

### Chancellerie diplomatique
La chancellerie diplomatique (on parle aussi de chancellerie politique) est chargée des relations politiques entre les deux pays. Elle est constituée d'une équipe de diplomates qui ont pour mission de suivre l'évolution politique et sociale ainsi que la politique extérieure du pays de résidence afin d'assurer une aussi bonne compréhension que possible, de la part de gouvernement mandataire, des réalités propres au pays d'accueil. Elle est en outre chargée de préparer les démarches et négociations officielles entre les deux pays.
- Ambassadeur ou haut-commissaire : il est chef de la mission diplomatique, nommé par le chef de son État d'origine, accrédité auprès du chef de l'État qui le reçoit, et est à ce titre responsable de tout ce qui intéresse son pays d'origine dans son pays de résidence.

- Premier conseiller : parfois nommé ministre-conseiller (en anglais : minister-counselor) ou « numéro deux », il est le premier collaborateur de l'ambassadeur qu'il assiste et supplée dans toutes ses missions. Il veille à la coordination entre les services techniques et supervise l'administration quotidienne. Il devient chargé d’affaires (ou chargé d'affaires a.i. c'est-à-dire ad interim) durant les absences de l'Ambassadeur.
- Deuxième conseiller : il n'existe que dans les postes les plus importants.
- Premier secrétaire ;
- Deuxième secrétaire, voire troisième secrétaire dans les postes importants ;
- Attaché politique ;
- Attaché de sécurité intérieure.

### Consulat (ou section consulaire)

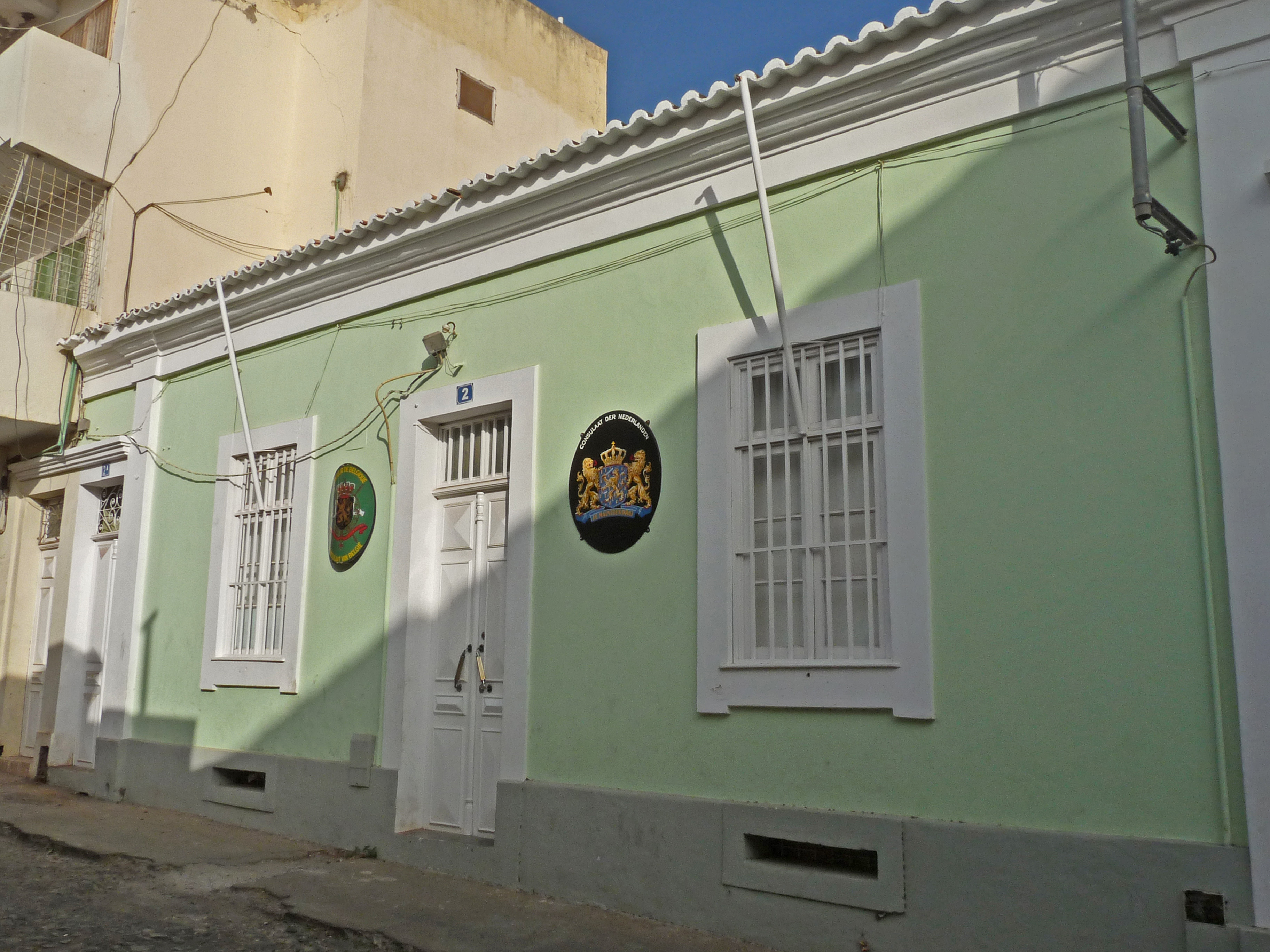
Consulats de Belgique et des Pays-Bas à Praia (Cap-Vert).

Alors que la chancellerie diplomatique est chargée des relations entre deux États, la section consulaire est chargée des relations avec les ressortissants de l'État accréditant et son rôle est avant tout de protection. Historiquement, c’était déjà le cas des proxènes de l’Antiquité grecque, chargés de protéger les membres de leur cité dans une autre cité, ou des consuls marchands du Moyen Âge, installés dans les ports de la Méditerranée, tranchant les différends entre les membres de leurs communautés et les protégeant. En France, les consuls ont dépendu jusqu'à la Révolution française du ministère de la Marine.
Le consulat est donc chargé de recenser, et de porter assistance à tous les ressortissants du pays que l’ambassade représente, de délivrer les visas. Il remplit également les fonctions de mairie et de notaire pour les expatriés. À l'inverse d'une ambassade, qui est presque systématiquement implantée dans la capitale de l'État accueillant, il peut y avoir plusieurs consulats (ou agences consulaires) installés dans les plus grandes villes du pays.
Les consulats les plus importants sont nommés consulats généraux. Même si les consulats (hors sections consulaires des ambassades) sont indépendants de l'ambassadeur dans l'exercice de leur mission, ils doivent néanmoins le tenir informé.
Le consulat est organisé autour du chef de mission : consul général, généralement un diplomate de haut rang, ou consul assisté parfois d'un consul-adjoint et de personnel recruté localement.
Dans certains pays sont nommés des consuls honoraires (en anglais : honorary consul) qui peuvent être des citoyens ressortissants du pays accréditant, du pays de résidence ou de pays tiers. Non salariés de l'État, ils sont bénévoles (souvent simplement indemnisés de leurs frais de représentation) et généralement choisis pour être à la fois « notables et honorables » dans leur pays d'accueil.

### Service culturel
En ce qui concerne la France, le SCAC (service de coopération et d'action culturelle) (avant 1999 : service culturel et de coopération technique) est chargé de définir et de mettre en œuvre les actions de coopération conduites dans chaque pays dans le domaine de la coopération universitaire et scientifique, de l'apprentissage du français, de la coopération artistique et audiovisuelle, ainsi que, dans les pays émergents ou en transition, de la coopération administrative, entre collectivités et entre société civile/ONG. Sous la direction de l'attaché culturel, il anime, en fonction de la taille du dispositif de coopération, un réseau de Centres culturels français ou d'Instituts français et d'Alliances françaises conventionnées, de lecteurs de français et d'assistants techniques mis à la disposition d'institutions partenaires. Il assure la tutelle des établissements scolaires français homologués, notamment ceux qui sont gérés par l'Agence pour l'enseignement français à l'étranger ou conventionnés avec celle-ci.
Dans certains pays, le service culturel, le Bureau de coopération linguistique et éducative et le Centre culturel français dans la ville-capitale étaient intégrés depuis les années 1990 à titre expérimental en un Centre culturel et de coopération doté de sa propre autonomie de gestion comptable. Depuis 2010, les instituts français et la majeure partie des SCAC (hors tutelle des lycées français notamment) sont fusionnés au niveau d'un pays et le COCAC/directeur est ordonnateur unique du budget de la structure constituée en établissement doté de l'autonomie financière (maisj non de la personnalité morale), qui porte le nom d'Institut français (+ nom du pays), par exemple : Institut français du Royaume-Uni, Institut français d'Allemagne, etc., en adjoignant parfois la dénomination traditionnelle, par exemple Institut français - Centre Saint-Louis pour le Centre culturel Saint-Louis de France ou Maison Descartes - Institut français des Pays-Bas.
- Conseiller de coopération et d'action culturelle (COCAC), chef de service
- Attaché de coopération éducative (qui peut encadrer un ou plusieurs attachés de coopération pour le français)
- Attaché de coopération ou attaché de coopération technique (qui peut encadrer un ou plusieurs assistants techniques, devenus experts techniques internationaux)
- Attaché de coopération universitaire et scientifique
- Attaché culturel ou attaché de coopération et d'action culturelle (souvent également directeur-adjoint de l'Institut français dans la ville-capitale ou d'une antenne implantée dans une autre ville)
- Attaché audiovisuel (chargé de la coopération audiovisuelle : cinéma, télévision, radio, Internet, industries musicales, presse écrite). La nomination des attachés audiovisuels dépend partiellement de la politique internationale d'Unifrance, certains postes correspondant à des territoires-clefs pour l'exportation du cinéma français (Russie, Japon, Corée du Sud, États-Unis, Chine, Hong Kong, Inde…). En ce sens, les missions de l'attaché audiovisuel, tout comme celles de l'attaché culturel (politique du livre), de l'attaché de coopération universitaire et scientifique (politique de la recherche), de l'attaché de coopération technique (coopérations dans le domaine de l'urbanisme, de l'agriculture, de l'environnement) ont une dimension économique directe (d'où la nécessité d'une très bonne articulation entre Services de coopération et d'action culturelle et Missions économiques).

### Service de l’attaché de défense
Il est chargé des relations militaires et d’intelligence entre les deux pays et comprend :
- L'attaché de défense
- L'adjoint de l’attaché de défense
- Le chiffreur militaire

### Mission économique
Dès 1720, le Régent de France envoyait à Madrid, avec son nouvel ambassadeur, un « financier marchand pour les affaires de commerce », c'est dire que les relations diplomatiques et économiques ont de tous temps été liées. La mission économique est chargée des relations économiques et commerciales entre les deux pays. Alors qu'ils étaient dénommés autrefois les postes d'expansion économique, leur activité est depuis le 1er janvier 2015 séparée entre :
- Service économique et service économique régional, relevant de la direction générale du Trésor : leurs agents en postes, pleinement intégrés au fonctionnement de l’ambassade, ont le plus souvent un statut diplomatique équivalent à ceux de la chancellerie de même rang ;
- Bureau et bureau régional de Business France, agence née de la fusion d’Ubifrance pour les affaires commerciales et de l’Agence française pour les investissements internationaux (AFII) pour les investissements internationaux.

## Autres services et fonctions au sein de l'ambassade

### Premier, deuxième, troisième secrétaire
Le premier secrétaire est un collaborateur de premier plan de l'ambassadeur, à l'instar du premier conseiller ou de l'attaché de défense. C'est un agent expérimenté ayant une connaissance poussée du pays d'accueil. Il est généralement assisté d'un secrétaire. Les deuxième et troisième secrétaires sont présents dans les missions diplomatiques plus importantes, parfois avec des missions et des attributions (budget, etc) sans rapport avec celles du premier secrétaire.

### Attaché de sécurité intérieure
L'attaché de sécurité intérieure peut être issu de la police ou de la gendarmerie nationale. Il représente les deux forces françaises de sécurité intérieure auprès des ambassadeurs et des partenaires étrangers de la France. Les missions de cet agent, sont, pour l'essentiel :
- mettre en œuvre la coopération opérationnelle pour la lutte contre toutes les formes de criminalité internationale ;
- faciliter l'échange de renseignements à caractère judiciaire concernant les différents types de trafics illicites, la localisation de personnes recherchées, la fraude documentaire, l'immigration clandestine, etc[9].

### Service du Chiffre

#### En France
Le « Chiffre » est l'appellation traditionnelle du service, au sein d'une ambassade, chargé du cryptage et du décryptage des correspondances diplomatiques entre le poste diplomatique et le ministère des Affaires étrangères. L'agent chargé de ce service est appelé chiffreur, ou, selon l'appellation réglementaire, secrétaire des systèmes d'information et de communication (SSIC).

### Intendant
L'intendant est chargé d'administrer la Résidence (domicile dans le pays d'accueil) de l'ambassadeur. Il organise la logistique, supervise les réceptions données au sein du poste, suit les travaux de maintenance des équipements de la Résidence. Il procède régulièrement au contrôle des inventaires. L'intendant est un chef de service qui anime une équipe de cuisiniers, maîtres d'hôtel, personnel d'entretien, techniciens, etc.

### Régisseur

#### En France
Le régisseur d'une ambassade est chargé de la gestion et du suivi du budget du poste diplomatique, du paiement des dépenses autorisées dans le cadre de la régie d'avances. Il est responsable de la Régie qui effectue les paiements des dépenses de tous les services français rattachés à l'ambassade et procède à l'encaissement des recettes (visas, etc).

### Vice-consul
Le vice-consul dirige la section consulaire d'une ambassade. Il a pour mission l'assistance aux ressortissants établis dans le pays d'accueil ainsi qu'aux ressortissants de passage, le suivi de l'état civil des ressortissants, la délivrance des passeports et des visas.

### Garde de sécurité diplomatique

#### En France
La gendarmerie ou la police nationale assurent la sécurité du poste diplomatique et de ses locaux (ambassade, consulat, résidence, etc) et contribuent également à la protection des informations qui y sont traitées. Ils concourent à rendre effective l'inviolabilité des locaux diplomatiques et consulaires telle qu'elle est prévue par les conventions de Vienne signées en 1961 et 1963. Leurs agents assurent par ailleurs l'accueil à l'ambassade et dirigent les visiteurs sur les différents services du poste diplomatique,.

### Bureau d'ordre
Ce service est notamment chargé, au sein de l'ambassade, de confectionner et de sceller la valise diplomatique qui est un moyen de transport utilisé pour échanger différents objets sous couvert de l'immunité diplomatique. La valise diplomatique peut contenir du courrier traditionnel, des documents de travail mais aussi du matériel lourd équipant l'ambassade. Ces objets sont conditionnés en caisses, sacs ou sacoches éventuellement accompagnés par un agent du ministère lors de l'acheminement vers leur destinataire si la classification et la sensibilité des plis ou du matériel l'exigent.

### Secrétaire de l'ambassadeur

#### En France
Agent administratif chargé du traitement du courrier de l'ambassadeur, de la gestion de son agenda, des appels téléphoniques et de la rédaction des notes et courriers. À ne pas confondre avec le grade de secrétaire des affaires étrangères qui peut être celui, par exemple, du premier conseiller de l'ambassade ni avec la fonction de Premier secrétaire, cadre du grade de secrétaire des affaires étrangères voire de conseiller des affaires étrangères (catégorie A) et proche collaborateur de l'ambassadeur.

### Traducteurs
Personnels recrutés localement, chargés de travaux écrits de traduction au profit de certains services de l'ambassade. Ils sont également employés comme interfaces entre l'ambassade et l'administration du pays d'accueil pour les tâches de service courant.

### Compétences particulières
Une ambassade peut compter dans ses effectifs un médecin. Des experts dans un domaine particulier, comme les archéologues, peuvent œuvrer sur des sites du pays d'accueil et pour des missions ponctuelles en liaison avec le poste (attaché culturel), etc.